# Feargal Sharkey
Sean Feargal Sharkey (Derry, 13 de agosto de 1958) é um músico, empresário e executivo musical norte-irlandês. Ele ficou conhecido como vocalista da banda de punk rock The Undertones, desde sua formação, em 1976 até seu final, em 1983. Enquanto os outros integrantes formaram outra banda, o That Petrol Emotion, Sharkey colaborou com o projeto britânico de synthpop The Assembly, antes partir para a carreira solo. Em 1992, se tornou um executivo musical, exercendo a atividade até os dias atuais.

## Discografia
- Feargal Sharkey – (1985)
- Wish – (1988)
- Songs From the Mardi Gras – (1991)